# 사직여자중학교
사직여자중학교(社稷女子中學校)는 대한민국 부산광역시 동래구 사직동에 있는 공립 중학교이다.

## 학교 연혁
- 1976년 12월 28일 : 사직여자중학교 설립 인가 (30학급)
- 1977년 3월 1일 : 초대 김영석 교장 취임
- 1977년 3월 4일 : 개교 및 입학식 거행 (임시교사 중앙여고에서 8학급 495명)
- 2002년 1월 26일 : 다목적 교실(목련관) 준공
- 2004년 10월 18일 : 도서관(글여울 책바다) 개관
- 2007년 10월 5일 : 과학실 2차 현대화 사업 완료
- 2008년 11월 26일 : 성교육 및 성폭력 예방교육 연구학교 운영 발표
- 2012년 3월 30일 : 부산광역시교육청 창의경영 건강증진모델 연구학교 지정
- 2012년 8월 18일 : 보건실, Wee Class 리모델링 완료
- 2013년 8월 3일 : 진로활동실 완공
- 2023년 10월 31일 : 지능형 과학실 구축
- 2024년 3월 1일 : 제19대 교장 이민주 취임
- 2025년 2월 6일 : 제46회 졸업식(8학급 211명, 누계 21,386명)
- 2025년 3월 4일 : 제49회 입학식(9학급 268명)

## 참고 자료
- 사직여자중학교 - 한국교육학술정보원 학교알리미